# بركة الندى

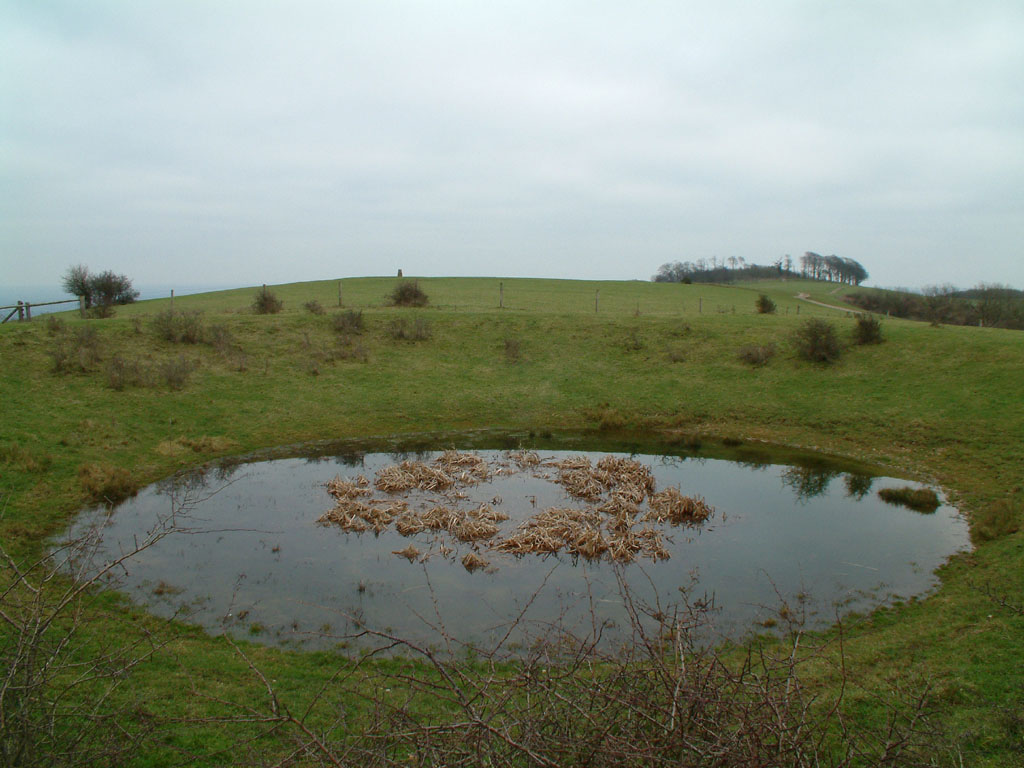

بركة الندى هي بركة اصطناعية تقع عادة في قمة التل وتهدف إلى توفير الماء للدواجن وتستخدم برك الندى في المناطق التي قد لا تكون فيها امدادات المياة السطحية الطبيعية متاحة بسهولة. (تم تسمية بركة الندى بمصطلحات أخرى في بعض الأحيان مثل بركة سحابة أو بركة ضباب) لأول مرة في مجلة الجمعية الزراعية الملكية في عام 1865. بالرغم من تسمية بركة الندى إلا أنه يعتقد أن مصدرها الرئيسي للمياه هو هطول الأمطار بدلا من الندى أو الضباب.

## البناء
وعادة ما تكون ضحلة، على شكل صحن مكون من الطين البرك[بحاجة لمصدر]، الطباشير أو صلصال الكلسي على طبقة القش العازلة على طبقة القاع من الطباشير أو الجير. لردع ديدان الأرض من ميلها الطبيعي للحفر صعودا، والتي في فترة قصيرة من شأنه أن يجعل بطانة الطين مسامية، سيتم دمج طبقة من السخام أو الجير مختلطة مع الطين. عادة ما يتم تغطية الطين بالقش لمنع تكسير الشمس وطبقة نهائية من ركام الطباشير أو الحجر المكسور لحماية البطانة من حافر الأغنام أو الماشية. للاحتفاظ بالمزيد من الأمطار، يمكن توسيع طبقة الطين عبر منطقة مستجمعات المياه في البركة.
وقد وصفت طريقة لبناء طبقة قاعدة باستخدام بركة الطباشير في الحقل 14 ديسمبر 1907. مزارع ساسكس ولد في عام 1850 يحكي كيف أنه وأسلافه صنعو أحواض الندى:
تم حفر الحفرة المطلوبة، وضعت الطباشير طبقة على طبقة، في حين تم رسم فريق من الثيران تسخيرها بعربة ثقيلة ذات عجلات عريضة جولة وجولة حفرة على شكل كوب لطحن الطباشير إلى مسحوق. ثم ألقيت المياه على هذا الأخير مع تقدم العمل، وبعد ما يقرب من يوم من هذه العملية، والكتلة الناتجة من الطباشير البرك، التي تم تخفيضها إلى اتساق كريم سميكة، تم تخفيفها مع الجزء الخلفي من مجرفة من المركز، وترك السطح في الماضي على نحو سلس وحتى كورقة من الزجاج. وبعد بضعة أيام، في غياب الصقيع أو الأمطار الغزيرة، أصبح الطباشير صلباً مثل الأسمنت، وسوف يقف لسنوات دون السماح للماء من خلال. يبدو أن هذه الطريقة القديمة في صنع برك الندى قد ماتت عندما اختفى الثيران من تلال ساسكس، ولكن من الواضح أن البرك القديمة، العديد منها وقفت لعشرات السنين عمليا دون إصلاح، لا تزال أكثر إحكاما من معظم تلك الحديثة التي تم توظيف الاسمنت بورتلاند.
إذا تم الحفاظ على درجة حرارة البركة منخفضة، فقد ينخفض التبخر (فقدان كبير للمياه) بشكل كبير، وبالتالي الحفاظ على مياه الأمطار التي تم جمعها. وفقا للباحث إدوارد مارتن، يمكن تحقيق ذلك عن طريق بناء البركة في جوفاء، حيث الهواء البارد من المرجح أن تتجمع، أو عن طريق الحفاظ على العشب المحيطة طويلة لتعزيز الإشعاع الحراري.  مع انخفاض مستوى المياه في الحوض، يميل بئر من الهواء البارد الرطب إلى التشكل فوق السطح، مما يحد من التبخر.

## التاريخ
أثار سر برك الندى أهتمام العديد من المؤرخين والعلماء، ولكن حتى الآونة الأخيرة لم يكن هناك إتفاق يذكر على أصولها المبكرة. كان يعتقد على نطاق واسع أن تقنية بناء برك الندى قد تم فهمها منذ أقدم العصور، كما يخبرنا كيبلينغ في بوك من تل بوك: «... جعل رجال الصوان بركة الندى تحت حلقة تشانتوبري». تم تأريخ بركتي الندى، من أدوات الصوان التي تم حفرها في مكان قريب والتشابه مع الأعمال الترابية الأخرى المؤرخة تشانكتونبيري هيل ، إلى العصر الحجري الحديث.
علم الآثار المناظر الطبيعية أيضا يبدو أن تثبت أنها كانت تستخدم من قبل سكان فورت تلة قريبة (ربما من تاريخ سابق من ذلك من هيكل العصر البرونزي الراحل على قيد الحياة) لسقي الماشية.ويصف تقييم أكثر واقعية من مود كنينغتون، عالم الآثار من ويلتشير، في حين لا يستبعد أصل ما قبل التاريخ، مثل هذه التفسيرات الإيجابية للأدلة المتاحة بأنها ليست أكثر من «رحلات الهوى». ومع ذلك، يمكن تقديم مطالبة قوية بالعصور القديمة لبركة ندى واحدة على الأقل من ويلتشير: سند الأرض بتاريخ 825 CE يذكر أوكسينمير (51°22′33"N 1°50′54"W) في ميلك هيل، ويلتشير، مما يدل على أن برك الندى كانت تستخدم خلال الفترة الساكسونية. وتسببت [ المرفقات البرلمانية] في منتصف القرنالثامن عشر إلى منتصف القرن التاسع عشر في إنشاء العديد من البرك المرتفعات الجديدة، حيث انقطعت إمكانية حصول الماشية على المصادر التقليدية لمياه الشرب.
لاحظ عالم الطبيعة جيلبرت وايت، الذي كتب في عام 1788، أنه خلال فترات طويلة من الجفاف الصيفي، احتفظت البرك الاصطناعية على الإنزالات فوق مسقط رأسه سيلبورن، هامبشاير، بمياهها، على الرغم من إمدادها بأسراب من الأغنام، في حين جفت البرك الأكبر في الوادي أدناه.في عام 1877 لاحظ H. P. سليد أن هذا كان لأن البرك السفلية لديها حطام جرفت إليها من تصريف المياه السطحية، مما يجعلها ضحلة، ولكن تلك الأعلى لا: يتم استنفاد حجم أصغر من المياه بسرعة أكبر. أظهرت الملاحظات اللاحقة أنه خلال ليلة من تكوين الندى المؤاتي، كان من الممكن حدوث زيادة نموذجية في مستوى المياه بنحو بوصتين أو ثلاث بوصات. ومع ذلك، لا يزال هناك جدل حول وسائل تجديد أحواض الندى. التجارب التي أجريت في عام 1885 لتحديد مصدر المياه وجدت أن أشكال الندى ليس من الرطوبة في الهواء ولكن من الرطوبة في الأرض مباشرة تحت موقع التكثيف: الندى، لذلك، استبعد كمصدر لتجديد. وأشار علماء آخرون إلى أن تجارب عام 1885 فشلت في مراعاة التأثير العازلة للقش وتأثير تبريد الطين الرطب: فالتأثير المشترك سيكون الحفاظ على البركة في درجة حرارة أقل من الأرض المحيطة وبالتالي القدرة على تكثيف حصة غير متناسبة من الرطوبة. وفي المقابل تم دحض هذه الاستنتاجات في ثلاثينيات القرن العشرين، عندما أشير إلى أن نوعية المياه المحتفظة بالحرارة (قدرتها الحرارية) كان عدة مرات أكبر من ذلك من الأرض، وبالتالي فإن الهواء فوق بركة في الصيف سيكون آخر مكان لجذب التكثيف. وخلص إلى أن العامل الحاسم هو مدى الحوض على شكل صحن يمتد إلى ما وراء البركة نفسها: فالحوض الكبير يجمع هطول أمطار أكثر من بركة تم إنشاؤها بدون ميزة محيطة من هذا القبيل
لا تزال برك الندى شائعة في الأراضي المنخفضة في جنوب إنجلترا، ومستنقعات ديربيشاير الشمالية وستافوردشاير وفي نوتنغهامشاير.

## قياس إنتاج الندى
في بركة الندى من هيلمورث في بلدية بوبنبول (شبه جزيرة إيدرستيدت في شليزفيغ هولتستين، ألمانيا)،
في الموقع أخذت قياسات من التبخر وتكثف كان. لهذا السبب، تم استخدام أجهزة قياس الأرصاد الجوية ومقلاة تبخر عائمة بعد بروكامب وفيرنر (1970).  أثبتت هذه القياسات تكوين الندى على أساس تغيرات درجة الحرارة والظروف الجوية بركة الندى هيلمفليث هي جزء من إمدادات المياه من مناطق الأهوار وتستخدم حتى اليوم.

## بناء برك الندى التاريخية
في عام 2014، تم التحقق من التقنية التقليدية عن طريق مواد البناء الحديثة في نسخ من برك الندى في شرق فريزلاند. وفي هذا السياق، جربت تقنيات مختلفة في جوفاء أرضية. تم استخدام البلاستيك المتاحة تجاريا فيلم لختم ورغوة الحصى الزجاج للعزل. تم تنفيذ البناء من قبل الحرفيين والتحليل المناخي من قبل فيرنر وكولدووي.